# Jordbro
Jordbro est une localité de Suède dans la commune de Haninge située dans le comté de Stockholm.
Sa population était de 11 723 habitants en 2019.